# Конституция Антигуа и Барбуды
Конституция Антигуа и Барбуды (англ. Constitution of Antigua and Barbuda) — высший нормативный правовой акт, действующий на Антигуа и Барбуде.
Конституция 1981 года была обнародована одновременно с официальной независимостью страны от Великобритании. Она обеспечила основу для возможных территориальных приобретений, расширила основные права человека, признала и гарантиоровала права оппозиционных партий в правительстве и предоставила Барбуде широкие возможности для внутреннего самоуправления.
При определении территории Антигуа и Барбуды Конституция включала не только территорию, признанную после получения независимости, но и другие территории, которые в будущем могли быть объявлены парламентским актом как часть территории. Вероятно, это положение было разработано для заложения основы для возможного расширения территориальных вод.
Конституция установила права граждан, приписывая основные права каждому человеку независимо от расы, места происхождения, политических взглядов или принадлежности, цвета кожи, вероисповедания или пола. Она также распространяет эти права на лиц, рождённых вне брака, что является важным положением, поскольку законно и незаконно рождённые лица не имели равного правового статуса в условиях колониального правления. Конституция включает положения, обеспечивающие безопасность жизни, свободы и защиту личности, собственности и частной жизни, а также свободу слова, ассоциации и вероисповедания.
Согласно статье 47, поправки в Конституцию должны быть одобрены не менее чем 2/3 голосов депутатов нижней палаты парламента (Палата представителей). В случае принятия Сенатом поправок в одобренный конституционный законопроект эти поправки должны быть также утверждены 2/3 голосов нижней палаты. Изменения ряда разделов конституции, в том числе в части, касающейся основных прав и свобод граждан, а также статей, регламентирующих порядок правки Основного закона, должны быть одобрены 2/3 граждан на общенациональном референдуме.
Чтобы подавить сепаратистские настроения на Барбуде, авторы Конституции включили положения о внутреннем самоуправлении Барбуды, конституционно защищая Закон о местном самоуправлении Барбуды 1976 года. Избранный Совет Барбуды является органом самоуправления.